# Associação Psicanalítica Internacional
A Associação Internacional de Psicanálise ( IPA ) é uma associação que inclui 12.000 psicanalistas como membros e trabalha com 70 organizações constituintes. Foi fundada em 1910 por Sigmund Freud, baseado em uma ideia proposta por Sándor Ferenczi.

## História
Em 1902, Sigmund Freud começou a se reunir semanalmente com colegas para discutir seu trabalho, e assim nasceu a Psychological Wednesday Society (sociedade das quartas-feiras, em tradução livre). Em 1908, havia 14 membros regulares e alguns convidados, incluindo Max Eitingon, Carl Jung, Karl Abraham e Ernest Jones, todos os futuros presidentes da IPA. 
Em 1907, Jones sugeriu a Jung que uma reunião internacional deveria ser organizada. Freud acolheu a proposta. A reunião aconteceu em Salzburgo em 27 de abril de 1908. Jung nomeou o "Primeiro Congresso para a Psicologia Freudiana". Mais tarde, é considerado o primeiro Congresso Psicanalítico Internacional. Mesmo assim, o IPA ainda não havia sido fundado. 
O IPA foi estabelecido no próximo Congresso realizado em Nuremberg em março de 1910.  Seu primeiro presidente foi Carl Jung, e seu primeiro secretário foi Otto Rank . Sigmund Freud considerou uma organização internacional essencial para avançar suas ideias. Em 1914, Freud publicou um artigo intitulado A História do Movimento Psicanalítico . 
O IPA é o principal órgão regulatório e de acreditação do mundo para a psicanálise. Os objetivos da IPA incluem a criação de novos grupos psicanalíticos, estimulando o debate, realizando pesquisas, desenvolvendo políticas de treinamento e estabelecendo vínculos com outros órgãos. Organiza um grande Congresso bienal. 

## Congressos Internacionais
Os primeiros 23 congressos do IPA não tiveram um tema específico. 
| Número | Ano  | Cidade                     | Presidente             |
| ------ | ---- | -------------------------- | ---------------------- |
| 1      | 1908 | Áustria-Hungria Salzburgo  |                        |
| 2      | 1910 | Nuremberga                 | C. G. Jung             |
| 3      | 1911 | Weimar                     | C. G. Jung             |
| 4      | 1913 | Munique                    | C. G. Jung             |
| 5      | 1918 | Budapeste                  | Karl Abraham           |
| 6      | 1920 | Haia                       | Sándor Ferenczi        |
| 7      | 1922 | Berlim                     | Ernest Jones           |
| 8      | 1924 | Salzburgo                  | Ernest Jones           |
| 9      | 1925 | Bad Homburg vor der Höhe   | K Abraham / M Eitingon |
| 10     | 1927 | Innsbruck                  | Max Eitingon           |
| 11     | 1929 | Oxford                     | Max Eitingon           |
| 12     | 1932 | Wiesbaden                  | Max Eitingon           |
| 13     | 1934 | Lucerna                    | Ernest Jones           |
| 14     | 1936 | Mariánské Lázně            | Ernest Jones           |
| 15     | 1938 | Paris                      | Ernest Jones           |
| 16     | 1949 | Zurique                    | Ernest Jones           |
| 17     | 1951 | Amesterdão                 | Leo H. Bartemeier      |
| 18     | 1953 | Londres                    | Heinz Hartmann         |
| 19     | 1955 | Genebra                    | Heinz Hartmann         |
| 20     | 1957 | Paris                      | Heinz Hartmann         |
| 21     | 1959 | Copenhaga                  | William H. Gillespie   |
| 22     | 1961 | Edimburgo                  | William H. Gillespie   |
| 23     | 1963 | Estocolmo                  | Maxwell Gitelson       |
| 24     | 1965 | Amesterdão                 | Gillespie/Greenacre    |
| 25     | 1967 | Copenhaga                  | P.J. van der Leeuw     |
| 26     | 1969 | Roma                       | P.J. van der Leeuw     |
| 27     | 1971 | Viena                      | Leo Rangell            |
| 28     | 1973 | Paris                      | Leo Rangell            |
| 29     | 1975 | Londres                    | Serge Lebovici         |
| 30     | 1977 | Jerusalém                  | Serge Lebovici         |
| 31     | 1979 | Nova Iorque                | Edward D. Joseph       |
| 32     | 1981 | Helsínquia                 | Edward D. Joseph       |
| 33     | 1983 | Madrid                     | Adam Limentani         |
| 34     | 1985 | Hamburgo                   | Adam Limentani         |
| 35     | 1987 | Montreal                   | Robert S. Wallerstein  |
| 36     | 1989 | Roma                       | Robert S. Wallerstein  |
| 37     | 1991 | Buenos Aires               | Joseph J. Sandler      |
| 38     | 1993 | Amesterdão                 | Joseph J. Sandler      |
| 39     | 1995 | São Francisco (Califórnia) | R. Horacio Etchegoyen  |
| 40     | 1997 | Barcelona                  | R. Horacio Etchegoyen  |
| 41     | 1999 | Santiago (Chile)           | Otto F. Kernberg       |
| 42     | 2001 | Nice                       | Otto F. Kernberg       |
| 43     | 2004 | Nova Orleães               | Daniel Widlöcher       |
| 44     | 2005 | Rio de Janeiro             | Daniel Widlöcher       |
| 45     | 2007 | Berlim                     | Cláudio Laks Eizirik   |
| 46     | 2009 | Chicago                    | Cláudio Laks Eizirik   |
| 47     | 2011 | Cidade do México           | Charles Hanly          |
| 48     | 2013 | Praga                      | Charles Hanly          |
| 49     | 2015 | Boston                     | Stefano Bolognini      |
| 50     | 2017 | Buenos Aires               | Stefano Bolognini      |
| 51     | 2019 | Londres                    | Virginia Ungar         |

## Crítica
Em 1975, Erich Fromm questionou essa organização e descobriu que a associação psicanalítica era "organizada segundo padrões bastante ditatoriais". 